# Orchestra delle forze di difesa estoni
L'Orchestra delle forze di difesa estoni (Kaitseväe orkester) è la banda militare ufficiale delle forze di difesa estoni. Il compito principale della banda è quello di suonare musica in tutte le cerimonie nazionali e militari. Il repertorio della banda comprende principalmente musica classica e marce.

## Storia
Il 24 novembre 1918 il 1º Reggimento di Fanteria delle forze di difesa estoni appena formate creò la prima banda militare estone indipendente. Pochi mesi dopo la giovane banda fu subordinata al Ministero della Guerra e divenne la banda militare ufficiale del ministero. Il ministero quindi nominò Georg Reder primo direttore musicale. Nel 1929 la banda fu rinominata Banda centrale del ministero della Difesa e ancora nel 1934 Banda della guarnigione di Tallinn. L'orchestra fu sciolta durante l'occupazione nazista dell'Estonia. Dopo la seconda guerra mondiale il governo sovietico in Estonia sostituì l'orchestra con le bande raggruppate della guarnigione militare di Tallinn sotto il Distretto militare del Baltico.
Dopo la dissoluzione dell'Unione Sovietica la banda fu ufficialmente ristabilita il 1º febbraio 1993 come Banda Centrale delle Forze di Difesa o Kaitseväe Orkester. Fece la sua prima apparizione tre settimane dopo alla parata del Giorno dell'Indipendenza in Piazza della Libertà a Tallinn.
Attualmente è composta da 48 musicisti. Dal 1996 il direttore della banda è stato il tenente colonnello Peeter Saan. Ogni anno, la banda partecipa a circa 180 concerti, festival e parate cerimoniali delle Forze di Difesa.
La banda ha un ruolo importante nell'accompagnamento musicale della parata annuale dell'indipendenza a Tallinn, oltre all'accompagnamento delle cerimonie di stato. Tradizionalmente la banda tiene un concerto invernale e primaverile nella Concert Hall dell'Estonia.

## Principali marce cerimoniali
| Titolo                                   | Autore         |
| ---------------------------------------- | -------------- |
| Mu isamaa, mu õnn ja rõõm                | Fredrik Pacius |
| Pidulik signaal                          | N/A            |
| Pidulik marss                            | Eero Liives    |
| Eesti lipp                               | N/A            |
| Võidu Teel                               | Rein Ploom     |
| Hoia Jumal Eestit                        | N/A            |
| Björneborgarnas marsch (Porilaste marss) | Sconosciuto    |
| Põhjalaagri marss                        | N/A            |
| Politsei marss                           | Juri Maimik    |
| Pidulik Eesti marss                      | Eduard Tamm    |